# Feroze Gandhi
Pour les articles homonymes, voir Gandhi (homonymie).
Feroze Gandhi, né le 12 septembre 1912 à Bombay et mort le 8 septembre 1960 à Delhi, est un homme politique indien. Combattant pour l'indépendance, directeur de journal et député à la Lok Sabha, il est surtout connu pour être le gendre, le mari et le père de trois Premiers ministres indiens : respectivement Jawaharlal Nehru, Indira Gandhi et Rajiv Gandhi.
Il n'a aucun lien de parenté connu avec le Mahatma Gandhi.

## Biographie
Feroze Gandhi appartient à la communauté parsie, originaire d'Iran et de confession zoroastrienne. Il est, officiellement, le fils de Jehangir et Rattimai Gandhi, mais est adopté et élevé par sa tante Shirin Commissariat, une brillante chirurgienne célibataire installée à Allahabad. Il est possible que Shirin Commissariat était dans les faits la mère biologique de Feroze.
En mars 1930, alors qu'il étudie à l'Ewing Christian College d'Allahabad, Feroze Gandhi fait la rencontre fortuite de Kamala Nehru, épouse de Nehru qui vient tout juste de prendre la direction du Parti du Congrès. Feroze abandonne immédiatement ses études pour devenir volontaire du Congrès et assistant personnel de Kamala. Active politiquement auprès de son mari lorsque sa santé le lui permet, Kamala Nehru souffre de la tuberculose et passe de longues périodes alitée. Feroze devient son proche confident. Nehru le charge aussi d'activités militantes, ce qui lui vaut quelques séjours en prison en 1932 et 1933. En 1933, Feroze demande pour la première fois en mariage la fille de Nehru et Kamala, Indira, mais se heurte à un refus. L'année suivante, il accompagne Kamala lors de son séjour de neuf mois au sanatorium de Bhowali. Sa santé déclinant, Kamala se rend en 1935 en Europe et rejoint un sanatorium à Badenweiler puis une clinique à Lausanne. Feroze est à son chevet, avec Nehru et Indira, lorsqu'elle décède le 28 février 1936.

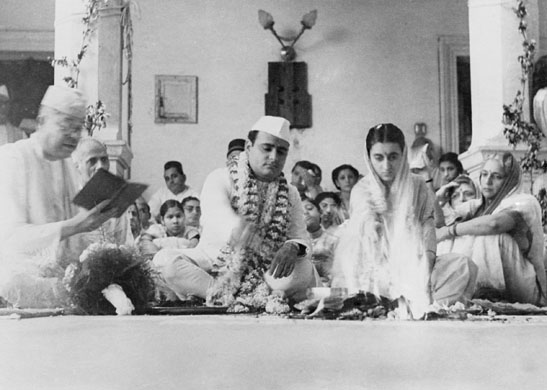
Feroze et Indira Gandhi lors de leur mariage à Allahabad le 26 mars 1942.

Feroze s'installe ensuite à Londres où il s'inscrit à la London School of Economics tandis qu'Indira étudie à Bristol puis Oxford. En 1937, lors d'un court séjour à Paris, Indira cède enfin à ses avances. De retour en Angleterre, les deux amants se retrouvent régulièrement. À Londres, Feroze est très engagé politiquement et actif au sein de l'India League. En 1940, Indira, vraisemblablement malade de la tuberculose, passe dix mois dans un sanatorium en Suisse. Feroze ne peut lui rendre visite en raison des hostilités. Indira ne retourne à Londres qu'en janvier 1941. Les deux amants vivent ensemble pendant trois mois puis retournent en Inde. Ils se marient le 26 mars 1942, et sont tous deux arrêtés et emprisonnés quelques mois plus tard pour leur participation au mouvement Quit India. Feroze passe dix mois derrière les barreaux. Un premier fils, Rajiv, nait en 1944, suivi d'un second, Sanjay, en 1946. Le bonheur ne dure toutefois pas : Feroze Gandhi est un mari volage, qui ne supporte pas de vivre dans l'ombre des Nehru.
En 1946, alors que se met en place le processus conduisant à l'indépendance de l'Inde, Feroze prend la direction du National Herald, journal fondé à Lucknow par Nehru en 1937. Il s'installe donc à Lucknow, tandis qu'Indira passe de plus en plus de temps avec son père à Delhi. Lorsqu'ont lieu en 1952 les premières élections législatives, il se porte candidat et est élu à Rae Bareli. Il s'installe alors à Teen Murti, la résidence officielle de Nehru, mais ses relations avec Indira sont exécrables. En 1955, il se fait une réputation d'homme de fer en dénonçant une affaire de corruption, le scandale Mundhra, qui éclabousse Nehru. En 1958, il est victime d'une première crise cardiaque qui a pour effet de le rapprocher brièvement d'Indira. Les deux époux et leurs fils font un séjour au Cachemire, mais l'embellie est de courte durée. Feroze prend notamment très mal la nomination d'Indira à la tête du Congrès en 1959. Terrassé par une nouvelle crise cardiaque, le 7 septembre 1960, il est hospitalisé à Delhi. Indira est à ses côtés lorsqu'il meurt dans la matinée du 8 septembre.